# Corné
Corné ist eine Ortschaft und eine Commune déléguée in der französischen Gemeinde Loire-Authion mit 3.252 Einwohnern (Stand 1. Januar 2022) im Département Maine-et-Loire in der Region Pays de la Loire. Die Einwohner werden Cornéais genannt.
Mit Wirkung vom 1. Januar 2016 wurden die Gemeinden Andard, Bauné, La Bohalle, Brain-sur-l’Authion, Corné, La Daguenière und Saint-Mathurin-sur-Loire zu einer Commune nouvelle mit dem Namen Loire-Authion zusammengelegt. Die Gemeinde Corné gehörte zum Arrondissement Angers und zum Kanton Angers-7.

## Geografie
Corné liegt in der Landschaft Baugeois am Ufer des Flusses Authion und seinem Zufluss Aunaies. Das Gebiet ist Bestandteil des Regionalen Naturparks Loire-Anjou-Touraine.
Die Verkehrsanbindung erfolgt durch die Autoroute A87 und die frühere Route nationale 147 (heutige D347).

## Bevölkerungsentwicklung
| Jahr      | 1962 | 1968 | 1975 | 1982 | 1990 | 1999 | 2006 | 2012 |
| Einwohner | 1383 | 1400 | 1524 | 1775 | 2310 | 2572 | 2804 | 2862 |

## Sehenswürdigkeiten
- Kirche Saint-Blaise, Monument historique seit 1972
- Brücke über den Authion

## Persönlichkeiten
- André Jaunet (1911–1988), Flötist und Instrumentalpädagoge